# Quercus morii
Quercus morii — вид рослин з родини Букові (Fagaceae); ендемік Тайваню.

## Опис
Дерево 30 м заввишки і більше; стовбур до 1 м в діаметрі. Кора сіра, луската, розбита на пластинки. Гілочки товсті, голі. Листки 6–10 × 2.5–4 см, від довгастих до овально-еліптичних, шкірясті; верхівка хвостата; основа широко клиноподібна або округла і трохи коса; голі на обох поверхнях (іноді шовковисті волоски на молодих листках); край зазубрений біля верхівкової половини; середня жилка та вторинні жилки видні знизу; ніжка листка гола, довжиною 1.5–3 см. Маточкові суцвіття довжиною 2–3 см. Жолудь від яйцюватого до циліндричного, завдовжки 1.5–2.5 см, діаметром 1–1.8 см, рідко волохатий; верхівка округла; сидяча дзвоноподібна чашечка завдовжки 1.4–1.8 см, діаметром 1.5–2 см, з 7–8 концентричними кільцями, охоплює горіх на 1/2; визріває через 2 роки.
Період цвітіння: квітень — травень.

## Середовище проживання
Ендемік Тайваню. Росте в широколистяних вічнозелених лісах у горах. Висота зростання: 1600–2600 м.